# Копальня Науру

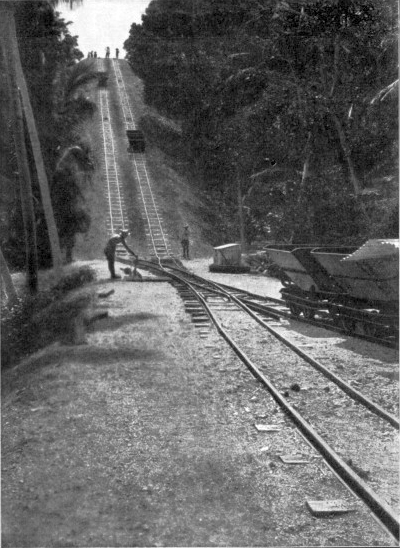
Залізниця фосфоритної копальні, 1908 рік

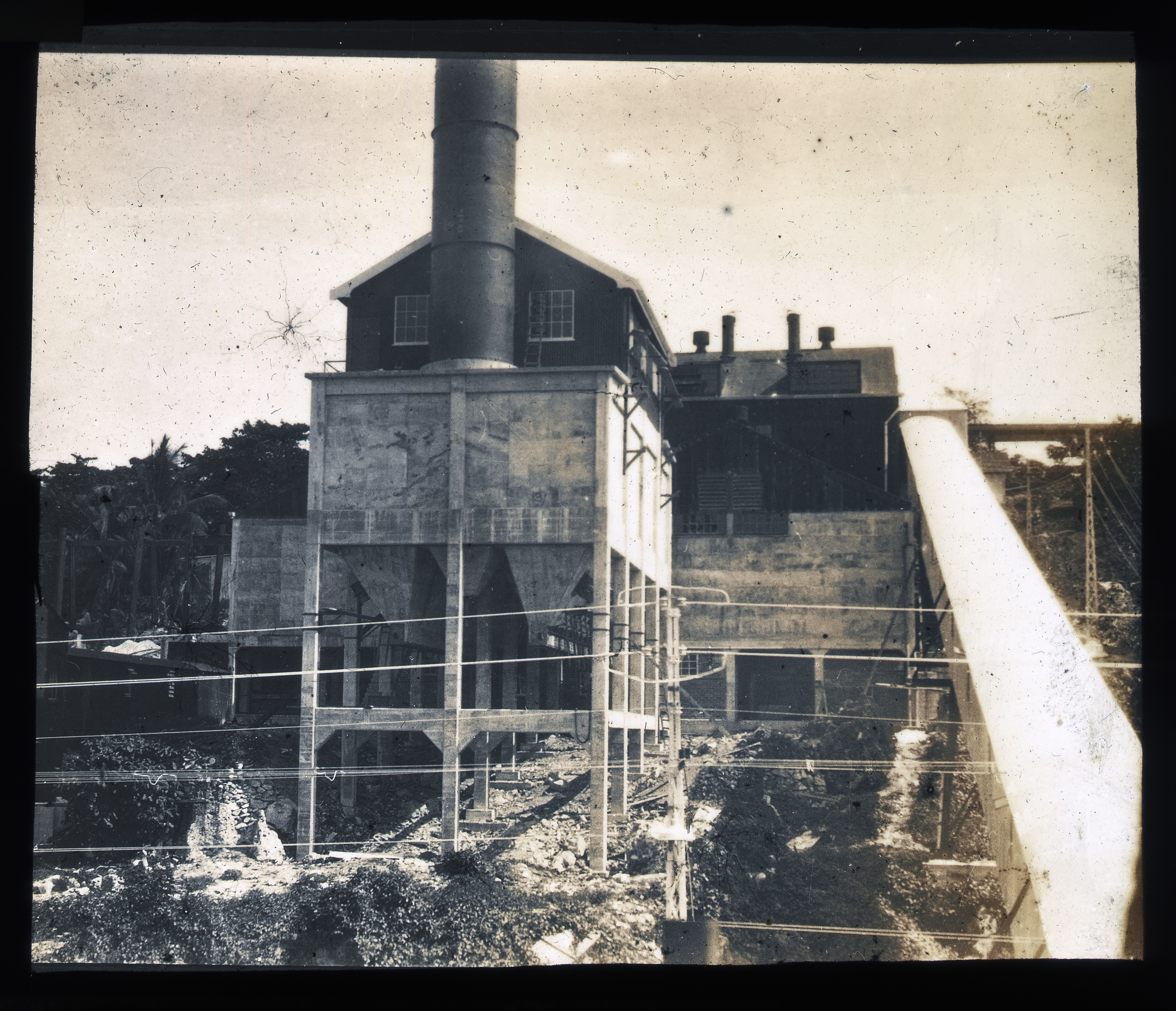
Збагачувальна фабрика копальні

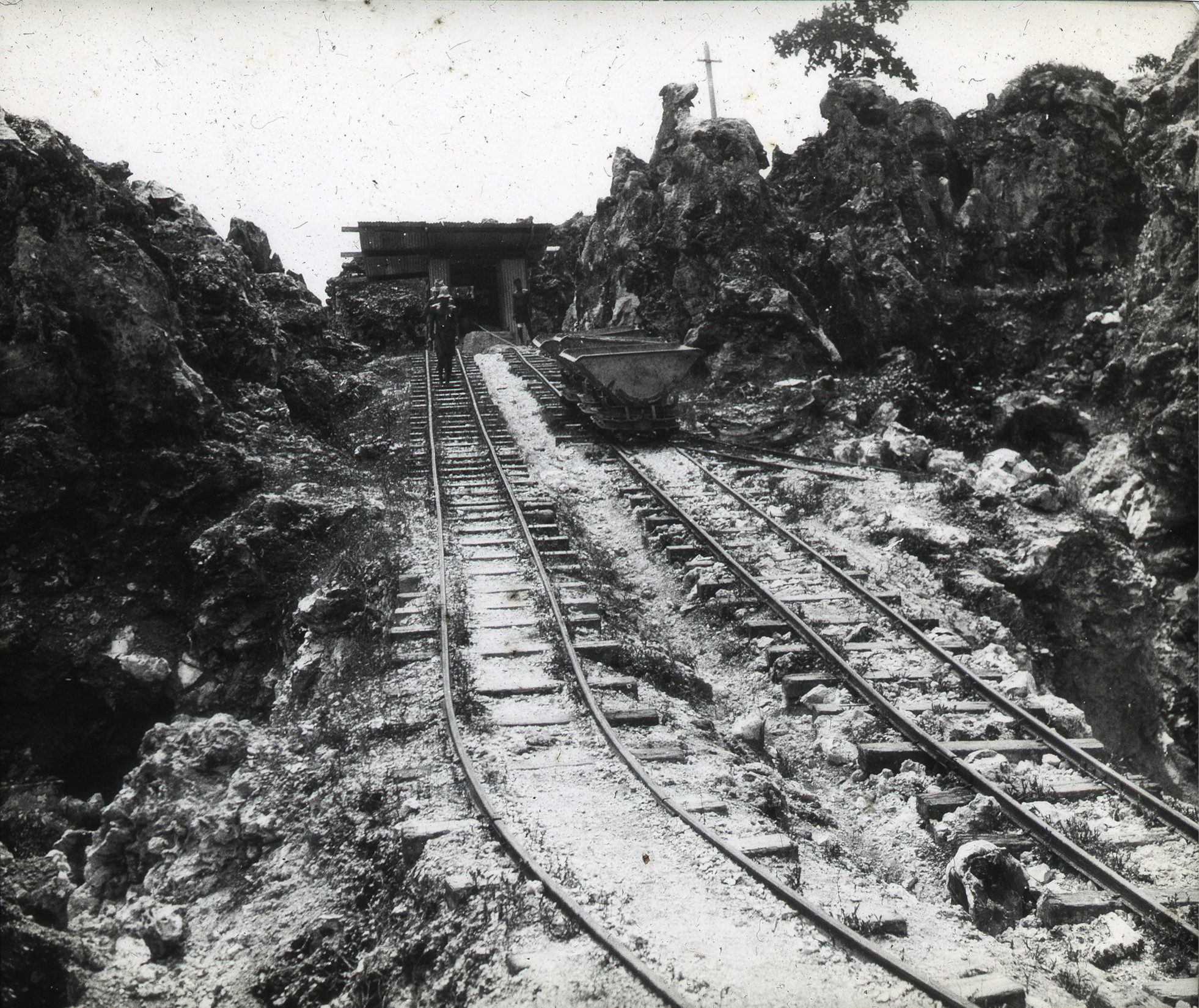
Залізниця фосфоритної копальні, 1908 рік

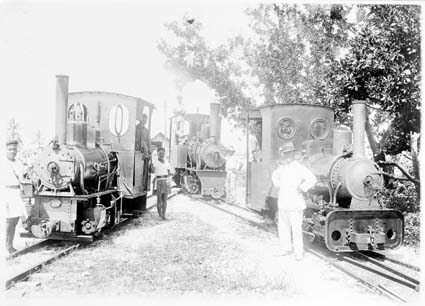
Локомотиви науруанської копальні, 1917 рік

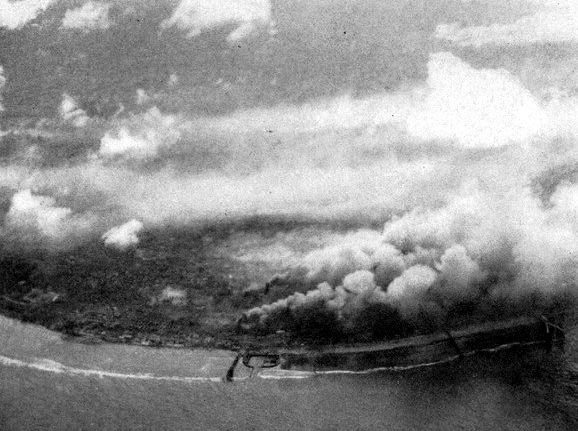
Обстріл Науру 8 грудня 1943 за участі кількох лінкорів

Копальня Науру — гірничодобувний майданчик у Мікронезії, який за час свого існування охопив більшу частину острова Науру.

## Початок розробки
Протягом другої половини XIX століття численні острови Тихого океану були місцем розробки покладів гуано, зокрема, такого, що втратило більшість азоту та перетворилось на фосфорне добриво (фосфоритного гуано). Протягом кількох десятиліть такі роботи обмежувались островами, що змогли видати від кількох тисяч до кількох сотень тисяч тонн добрива (Уолпол, Честерфілд, Молден, Старбак, Джарвіс, Бейкер, Гауленд, Ендербері та інші), допоки справа не дійшла до розробки найбільших родовищ, пов'язаних з островами Ангаур, Науру, Оушен та Макатеа, де унаслідок реакції фосфорної кислоти з гуано та вапняків виникли справжні фосфорити.
Вперше увагу на поклади фосфоритів Науру звернув увагу представник австралійської компанії Pacific Islands Company, що з 1902-го стала Pacific Phosphate Company (PPC). З 1900-го PPC вела розробки на належному Великій Британії острові Оушен, проте Науру на той час належав до Німецької імперії і правами на його корисні копалини володіла компанія Jaluit Gesellschaft, що управляла (на кшталт середньовічних Ост- та Вест-Індських компаній) розташованими північніше Маршалловими островами. У 1900-му Jaluit Gesellschaft уклала угоду з PPC за якою дозволила останній провадити видобуток фосфоритів на Науру в обмін на роялті, проте практична реалізація цього проєкту затрималась на кілька років.
У 1906-му сплив термін виданої Jaluit Gesellschaft концесії, після чого в межах реорганізації адміністративного устрою тихоокеанських володінь Німеччини Маршаллові острови були підпорядковані урядовцям колонії Нова Гвінея. Втім, на визнання вкладень Jaluit Gesellschaft у розвиток колонії, їй надали на 94 роки право видобутку фосфоритів з усіх земель Науру, які на той час не були залучені до господарської діяльності тубільного населення. У 1906-му Jaluit Gesellschaft уклала нову угоду з PPC, за якою отримала акції PPC вартістю 12 тисяч фунтів стерлінгів (і, таким чином, участь в розробці не лише Науру, але й острова Оушен), права на роляті з кожної тонни експортованої продукції та одноразову виплату у 12 тисяч фунтів стерлінгів.
У 1907-му PPC нарешті почала розробку фосфоритів, основними споживачами яких виступали суперфосфатні заводи Австралії та Нової Зеландії. За збігом обставин перше судно з вантажем фосфоритів Науру затонуло, проте це стало лише дрібним неприємним епізодом у розвитку копальні. А вже у 1914-му з початком Першої світової війни германська колонія Нова Гвінея була захоплена британцями, що продали на аукціоні раніше належні Jaluit Gesellschaft права.
В 1919-му уряди Великобританії, Австралії та Нової Зеландії прийняли рішення про передачу розробки Науру та Оушену агенції British Phosphate Commissioners (BPC), тоді як PPC після певного спротиву погодилась в 1920-му на отримання компенсації (розподіл витрат на останню становив по 42 % з Великобританії та Австралії і 16 % з Нової Зеландії).

## Основний етап розробки

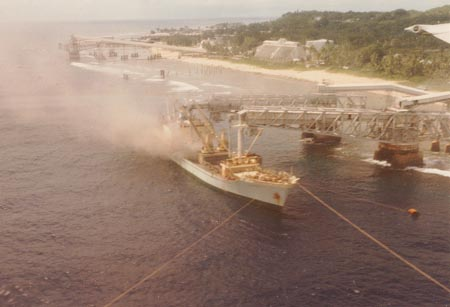
Завантаження судна фосфоритами

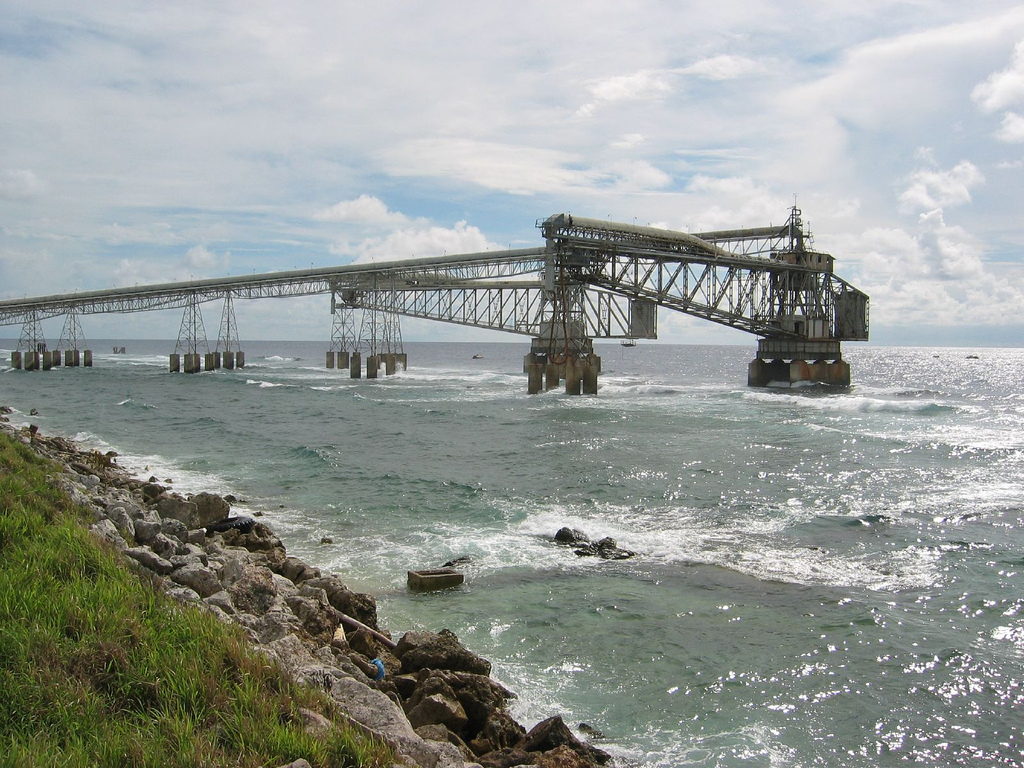
Система завантаження суден фосфоритами

Станом на початок 1920-х з Науру вивозили близько 200 тисяч тонн фосфоритів на рік, а за два десятиліття цей показник зріс учетверо. Поставки фосфоритів за ціною, істотно нижчою за ринковою, мали велике значення для розвитку сільського господарства Австралії та Нової Зеландії.
У грудні 1940-го германські рейдери потопили 5 суден у районі Науру та Оушену, а 27 грудня рейдер «Komet» протягом чотирьох годин обстрілював науруанський промисел з артилерії, що завдало серйозних пошкоджень відвантажувальному комплексу. Поставки вдалось відновити лише за 10 тижнів, проте їхні обсяги були меншими за звичайні через втрату транспортів. Як наслідок, у лютому та серпні 1941-го на Науру (що за міжнародними угодами в мирний час мав бути демілітаризованим) прислали два підрозділи австралійських солдат, перший з яких мав дві 83,8-мм гармати.
Після вступу Японії у війну виділені сили стали явно замалі для захисту острова від можливого нападу і в лютому 1942-го французький есмінець «Le Triomphant» евакуював європейців та китайських працівників. Місцевих мешканців залишили на Науру, оскільки щодо них не очікували якихось особливо ворожих дій зі сторони японців. Останні окупували острів наприкінці серпня 1942-го, після чого депортували більшість населення (і третина з депортованих загинула під час примусових робіт). За одними даними, японцям так і не вдалось відновити розробку фосфоритів, утім, за іншою версією, японська компанія Nanyo Takushoku Kaisha зайнялась цим, проте вже у червні 1943 року видобуток припинився.

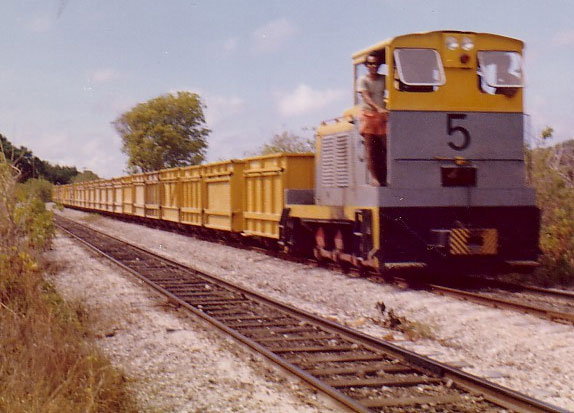
Потяг пізнього періоду розробки (світлина розміщена у 2005 році)

По завершенні Другої світової війни експорт з Науру відновився, при цьому до 1963-го виробники Австралії та Нової Зеландії й далі отримували фосфорити за цінами, нижчими за світові. Станом на 1968 рік накопичений видобуток досягнув 35 млн тонн.
У 1968-му Науру здобув незалежність, після чого ще два роки BPC вела розробку в обмін на істотні виплати. З 1970-го копальня перейшла до належної науруанській державі компанії Nauru Phosphate Corporation.
У 1990-х на тлі вичерпання запасів почалось стрімке падіння видобутку. В 2000-му з Науру експортували лише 0,5 млн тонн, у 2004-му цей показник впав уже до 22 тисяч тонн, а у 2005-му становив 8 тисяч тонн.
На той час накопичений видобуток становив дещо менше за 80 млн тонн, з них більш як половина припала на роки незалежності. Загальний прибуток (уже після вирахування витрат на видобуток) держави Науру від експорту фосфоритів оцінюється у 1,8 млрд австралійських долларів, втім, через невдале інвестування та корупційні проблеми спроба створити фонд для майбутніх поколінь (за прикладом нафтовидобувних країн) зазнала повної невдачі.

## Технологія розробки

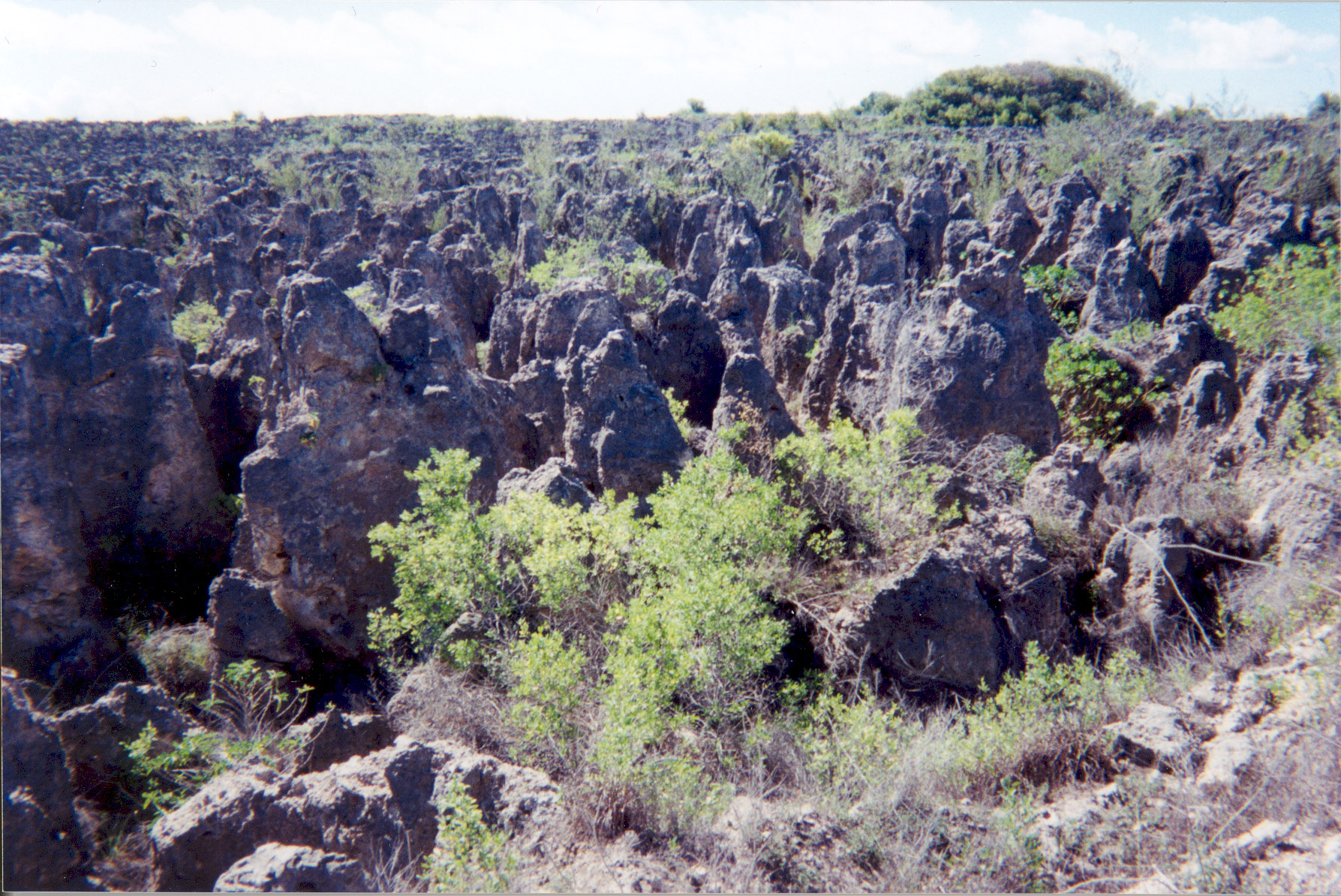
Ландшафт після розробок

Видобуток вели відкритим способом шляхом вилучення фосфоритів із каверн у вапняках, з яких складається острів — як наслідок, значна частина внутрішніх районів Наура наразі має ландшафт з хаотичного нагромадження вапнякових зубців.
З самого початку розробок для транспортування фосфоритів в межах острова спорудили вузькоколійну залізницю, довжина колій якої з плином часу зросла з первісних 4 до 22 кілометрів. Вагонетки приводились у рух паровими локомотивами, яким на заміну прийшли дизельні.
Вивезення фосфоритів, що пройшли через збагачувальну фабрику, облаштували через причал Айво (Aiwo), по якому проклали залізничну колію. Згодом спорудили спеціальну ферменну конструкцію, що виступала в море та дозволяла завантажувала судна фосфоритами, які подавались за допомогою конвеєру.

## Сучасний стан

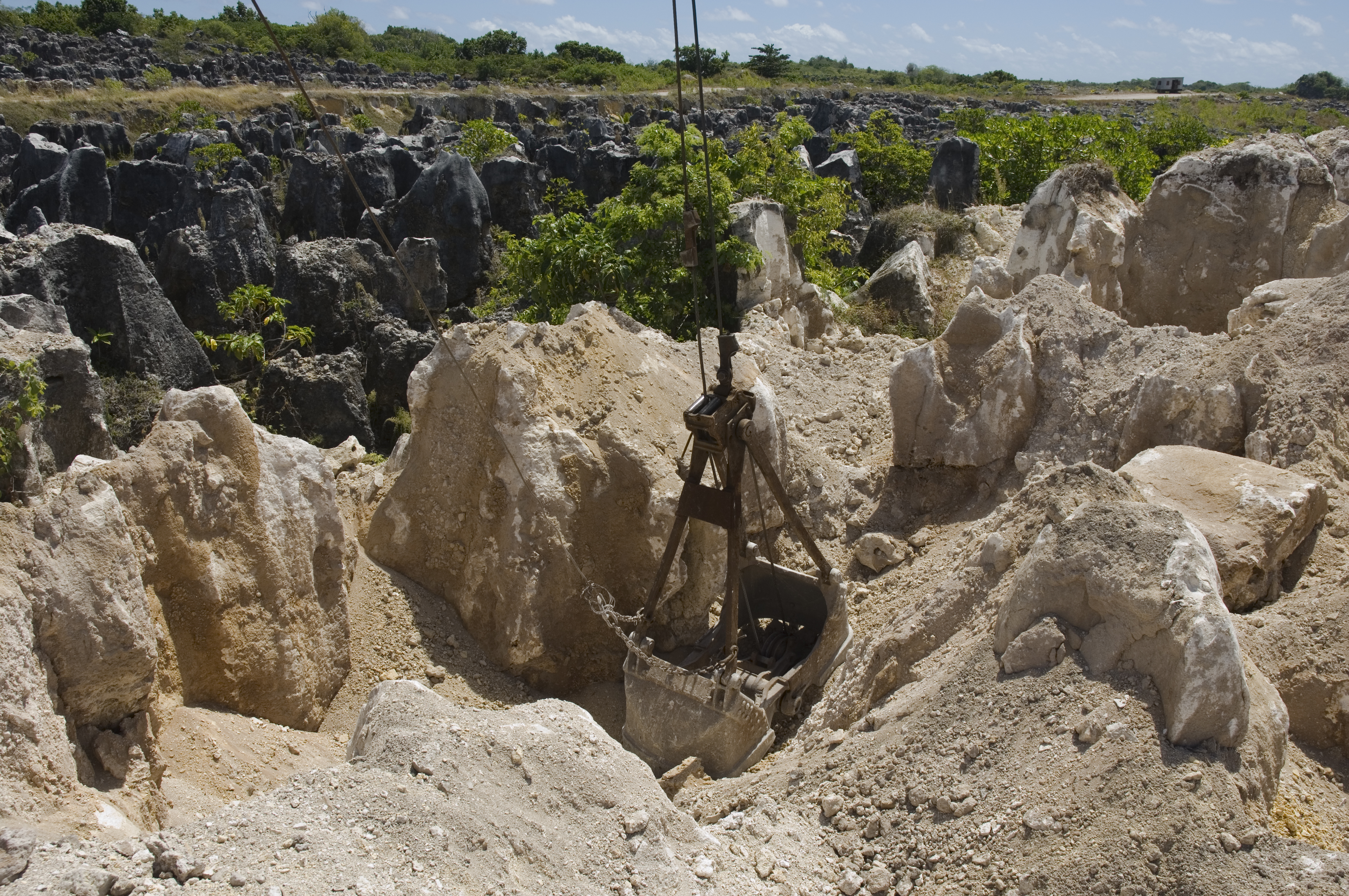
Повторна розробка відпрацьованого покладу, 2007 рік

В 2005-му Nauru Phosphate Corporation була перетворена на Republic of Nauru Phosphate Corporation (RONPhos).
Починаючи з 2006 року здійснили вкладення у нове обладнання та узялись за вилучення більш важкодоступних запасів, розміри яких все ще оцінюються до 20 мільйонів тонн. За період з 2011 по 2014 роки вдалось експортувати 1,33 млн тонн фосфоритів, втім, далі цей показник впав і з 2015 по 2019 роки вивезли лише 0,49 млн тонн.
В 2020 та 2021 роках видобуток фосфоритів оцінювався у 0,2 та 0,26 млн тонн відповідно.